# Plopeni (Dumbrăvești), Prahova
Plopeni (numit și Plopeni-Sat pentru a-l deosebi de orașul Plopeni) este un sat în comuna Dumbrăvești din județul Prahova, Muntenia, România.
În 1816 în satul Plopeni erau 7 familii de clăcași (Moroiță, Băcanu, Țigănoi, Căpraru, Corbre, Boțoc și Săvulescu) veniți de pe moșia boierului Barbu Castargiu.
În documentele vechi, se spune că, comuna era proprietatea lui Mihai Viteazul ("Cetatea Recea"- locul pe unde a trecut domnitorul în 1599 cu trupele sale în drum spre Transilvania). Întreaga suprafață agricolă a satului aparținea moșierilor Costică Lipănescu și Alecu Stavridi. La sfârșitul secolului al XIX-lea, satul avea 643 de locuitori și o biserică zidită în 1854 cu finanțarea familiei Lipănescu. În Plopeni se afla atunci singura școală din comuna Mălăești.
În anul 1905 moșia lui Lipănescu și Stavridi a fost cumpărată de inginerul C. A. Balș care o arendează lui Grigore Predescu și Pante Mizof. Friedrich Bossel construiește în sat o rafinărie care va fi dărâmată de nemți în anul 1916.
La începutul secolului al XX-lea, satul Plopeni a devenit reședința unei comune separate, formate din el și din satele Găvănelu și Țipărești, fiind arondată plășii Vărbilău din județul Prahova. Comuna a fost desființată în 1968, satul Plopeni, împreună cu Găvănel devenind parte a comunei Dumbrăvești, iar satul Țipărești trecând la comuna Cocorăștii Mislii.
În anul 1945, prin reforma agrară, moșiile sunt împărțite țăranilor, iar în anul 1962 se înființează C. A. P. Ferma cuprinde 214 ha. care vor fi redate țăranilor după revoluția din 1989.